# Ierland op de Olympische Winterspelen 2006
Tijdens de Olympische Winterspelen van 2006 die in Turijn werden gehouden nam Ierland voor de vierde keer deel aan de Winterspelen.
De vier deelnemers kwamen uit bij het alpineskiën, langlaufen en skeleton.

## Deelnemers
| Sport               | Naam            | Discipline          | Klassering | Resultaten                                                |
| ------------------- | --------------- | ------------------- | ---------- | --------------------------------------------------------- |
| Alpineskiën mannen  | Thomas Foley    | Reuzenslalom        | 31e        | 1e run 1.28,28 2e run 1.29,14                             |
| Alpineskiën vrouwen | Kirsten McGarry | Reuzenslalom Slalom | 32e 42e    | 1e run 1.08,19, 2e run 1.14,68 1e run 49,64, 2e run 52,79 |
| Langlaufen vrouwen  | Rory Morrish    | 15 km klassiek      | 88e        | 50.28,1                                                   |
| Skeleton            | David Connolly  | Mannen              | 20e        | 1e run 59,97, 2e run 1.00,00                              |

Albanië · Algerije · Amerikaanse Maagdeneilanden · Andorra · Argentinië · Armenië · Australië · Azerbeidzjan · België · Bermuda · Bosnië en Herzegovina · Brazilië · Bulgarije · Canada · Chili · China · Chinees Taipei · Costa Rica · Cyprus · Denemarken · Duitsland · Estland · Ethiopië · Finland · Frankrijk · Georgië · Griekenland · Groot-Brittannië · Hongarije · Hongkong · Ierland · IJsland · India · Iran · Israël · Italië · Japan · Kazachstan · Kenia · Kirgizië · Kroatië · Letland · Libanon · Liechtenstein · Litouwen · Luxemburg · Macedonië · Madagaskar · Moldavië · Monaco · Mongolië · Nederland · Nepal · Nieuw-Zeeland · Noord-Korea · Noorwegen · Oekraïne · Oezbekistan · Oostenrijk · Polen · Portugal · Roemenië · Rusland · San Marino · Senegal · Servië en Montenegro · Slovenië · Slowakije · Spanje · Tadzjikistan · Thailand · Tsjechië · Turkije · Venezuela · Verenigde Staten · Wit-Rusland · Zuid-Afrika · Zuid-Korea · Zweden · Zwitserland